# Берегиня
Береги́ня (обычно во мн. ч. — берегини, берыгини, верегини, перегини) — в восточнославянской мифологии женский персонаж, упомянутый в оригинальных вставках в древнерусских текстах XIV—XV веков — церковных поучениях против язычества.

## Этимология
«Этимологический словарь славянских языков» реконструирует форму *bergyni «береговая фея, русалка», и возводит её к праслав. *bergъ «берег». О русалках-берегинях писал В. И. Даль в своём «Толковом словаре», их образ исследовал в своих трудах Б. А. Рыбаков.
С. Л. Николаев и А. Б. Страхов считают связь русалок с берегинями, а берегинь с берегом надуманной, равно как и связь русалок с берегом в народных представлениях не очень отчётливой. Древнерусское слово берегыни, очевидно, является народным переосмыслением праслав. *pergyni в связи с беречь, оберег и др.

## Данные источников
Церковнославянские поучения против язычества перечисляют берегинь в числе второстепенных персонажей. Например, в «Слове некоего христолюбца»: А друзии огневи и камению и рекам и источником и берегыням. Автор «Слова святого Григория, изобретено в толцех» упоминает берегинь вместе с упырями. Книжники упоминают, что берегинь было тридцать или «тридевять сестриц», что связывает их с сёстрами-лихорадками из апокрифов византийского происхождения.
С культом деревьев и растительности связаны и возможные реликты культа берегинь, зафиксированные этнографическими записями.
У украинцев отмечена перегеня — ряженая девушка, пугающая подруг шутки ради: в вытянутые вверх руки она брала клубок, изображающий голову, а руки и плечи закрывались одеждой. В Каневском уезде Киевской губернии перегеней называли обряд, сопровождающий прополку свёклы, и главного персонажа этого обряда. Главным героем обряда была самая проворная в работе девушка. Перегеню обвивали красными поясами, снятыми со всех участниц прополки, оставляя открытыми лишь глаза и рот. Обматывались и поднятые над головой руки, в которых девушка держала цветок. Нередко перегеню несли на плечах. В одном ряду с данным обрядом стоит украинский обряд «Тополя» на Троицу, родственный русским семицким обрядам с берёзкой и балканским обрядам вызывания дождя — Додола (Папаруда).
В её честь названа равнина Берегини на Венере.